# Predicado secundario
Un predicado secundario es una expresión (más frecuentemente adjetival) que proporciona información sobre el sujeto (u objeto) de una oración. Los predicados secundarios pueden ser resultativos (1) y (2) o descriptivos (3).
(1) Pinté los muros blancos
(2) (Ing) The film left me cold
(3) Susana salió desnuda.